# Motokiyo
Motokiyo（もときよ、1994年5月29日 - ）は、日本の作曲家、作詞家、編曲家。千葉県出身。POPHOLIC所属。

## 略歴
日本工学院で音楽理論を学び、2016年3月に卒業。
テレビアニメ『三者三葉』のエンディングテーマ「ぐーちょきパレード」が採用され、作家デビュー。

## 提供作品

### アニメ
- 『三者三葉』
  - ED主題歌「ぐーちょきパレード」（作曲）
- 『SERVAMP-サーヴァンプ-』
  - キャラクターソング「唯一無二の君」（作詞/作曲/編曲/Bass）
- 『フューチャーカードバディファイト バッツ』
  - OP主題歌「Brave Soul Fight!」（作詞/作曲/Bass）
- 『エロマンガ先生』
  - キャラクターソング「スマイル同盟」（作曲/編曲/Guitar/Bass）
- 『NEW GAME!』
  - キャラクターソング「こころメッセージ」（作詞/作曲/編曲/Bass）
- 『キラキラ☆プリキュアアラモード』
  - 挿入歌「勇気が君を待ってる」（作詞/作曲）
- 『刀使ノ巫女』
  - 前期ED主題歌「心のメモリア」（作詞/作曲/編曲/Bass）
  - 後期ED主題歌「未来エピローグ」（作詞/作曲/編曲）
- 『ブレンド・S』
  - キャラクターソング「インスタントマーメイド」（作曲/編曲/Bass）
- 『だがしかし2』
  - OP主題歌「OH MY シュガーフィーリング!!」（作曲）
- 『HUGっと! プリキュア』
  - 「Go! Go! GO分咲き女の子」（作曲）
- 『ゆらぎ荘の幽奈さん』
  - キャラクターソング「はみんぐあうと♪」（作詞/作曲)
- 『星合の空』
  - ED主題歌「籠の中の僕らは」（作詞/作曲）
- 『GO!GO!アトム』
  - ED主題歌「ズッ友Heart Beats！」（作詞/作曲/編曲）
- 『八男って、それはないでしょう!』
  - ED主題歌「月明かりのMonologue」（作詞/作曲/編曲）
- 『ミュークルドリーミー』
  - ED主題歌「トキメキコレクター」（作曲/編曲）

### アーティスト
- Crystal Kay
  - 『ノンママ白書』主題歌「Lovin'You」（編曲）
- 花村想太
  - 『駆けはやぶさひと大和』主題歌「終わりある旅」（編曲/Bass）
- 6allein
  - 「Brand New World ～果てしない旅～」（作詞）
  - 「遥かな未来の輝きに」（作詞）
- Pyxis
  - 「流れ星ハーモニー」（作曲/編曲）
- 石原夏織
  - 「雨模様リグレット」（作曲）
- i☆Ris
  - 「イノセントイノベーション」（作詞/作曲/編曲）
  - 「FANTASTIC ILLUSION」（作詞/作曲/編曲）
  - 「ハピラキ☆Dream Carnival」（作詞/作曲/編曲）
- NACHERRY
  - 「My dream girls」（作詞 / 作曲 / 編曲）[1]
- HIMEHINA
  - 「うたかたよいかないで」（作曲/編曲）